# Hypselothyrea amputata
Hypselothyrea amputata är en tvåvingeart som beskrevs av Papp 2004. Hypselothyrea amputata ingår i släktet Hypselothyrea och familjen daggflugor. Inga underarter finns listade i Catalogue of Life.